# Scottish League One 2015/16
Die Scottish League One wurde 2015/16 zum dritten Mal als dritthöchste Fußball-Spielklasse der Herren in Schottland ausgetragen. Die Liga wurde offiziell als Ladbrokes Scottish League One ausgetragen. Die Liga ist nach der Premiership und Championship eine der vier Ligen in der 2013 gegründeten Scottish Professional Football League. Gefolgt wird die League One von der League Two. Die Saison wurde von der Scottish Professional Football League geleitet und begann am 8. August 2015. Die Spielzeit endete mit dem 36. Spieltag am 30. April 2016. In der Saison 2015/16 traten zehn Klubs an insgesamt 36 Spieltagen gegeneinander an. Jedes Team spielt jeweils zweimal zu Hause und auswärts gegen jedes andere Team. Als Aufsteiger aus der letztjährigen League Two kamen die Albion Rovers in die League One. Der Absteiger aus der vorherigen Championship, der FC Cowdenbeath komplettierte das Teilnehmerfeld.
Am 31. Spieltag sicherte sich Dunfermline Athletic durch einen 3:1-Heimsieg gegen Brechin City die Meisterschaft und den damit verbundenen Aufstieg in die zweite Liga. Die Pars waren 2013 infolge einer Insolvenz in die dritte Liga abgestiegen und kehren damit zurück in die Zweitklassigkeit. Ayr United, der FC Peterhead, sowie der FC Stranraer erreichten die Aufstiegsrelegation, der FC Cowdenbeath musste in die Abstiegsrelegation. Forfar Athletic stieg direkt ab. Torschützenkönige wurden mit jeweils 22 Treffern Faissal El Bakhtaoui von Dunfermline Athletic und Rory McAllister vom FC Peterhead.

## Vereine

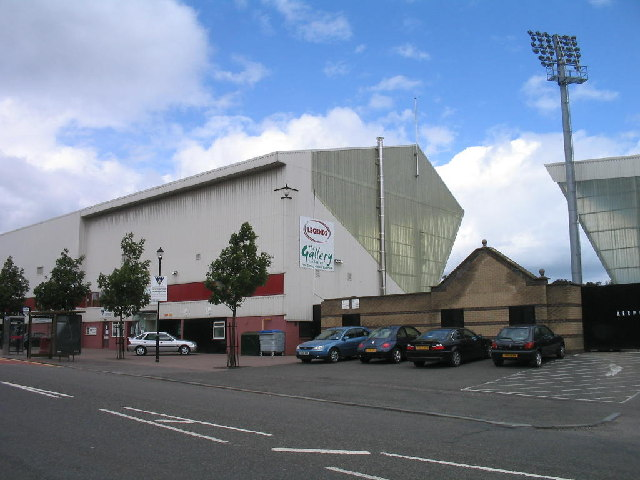
East End Park

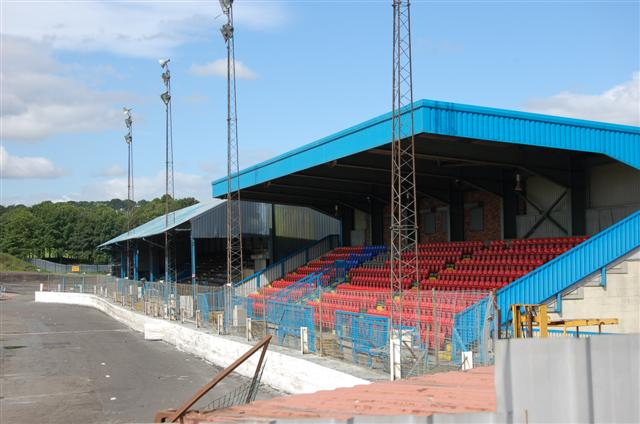
Central Park

| Verein               | Stadt         | Stadion             | Kapazität |
| -------------------- | ------------- | ------------------- | --------- |
| Airdrieonians FC     | Airdrie       | Excelsior Stadium   | 10.171    |
| Albion Rovers        | Coatbridge    | Cliftonhill Stadium | 01.238    |
| Ayr United           | Ayr           | Somerset Park       | 10.185    |
| Brechin City         | Brechin       | Glebe Park          | 03.960    |
| FC Cowdenbeath       | Cowdenbeath   | Central Park        | 04.309    |
| Dunfermline Athletic | Dunfermline   | East End Park       | 11.480    |
| Forfar Athletic      | Forfar        | Station Park        | 06.777    |
| FC Peterhead         | Peterhead     | Balmoor Stadium     | 03.150    |
| FC Stenhousemuir     | Stenhousemuir | Ochilview Park      | 03.746    |
| FC Stranraer         | Stranraer     | Stair Park          | 06.250    |

## Statistiken

### Abschlusstabelle
| Pl. | Verein               | Sp. | S  | U  | N  | Tore    | Diff. | Punkte |
| --- | -------------------- | --- | -- | -- | -- | ------- | ----- | ------ |
| 1.  | Dunfermline Athletic | 36  | 24 | 7  | 5  | 083:300 | +53   | 79     |
| 2.  | Ayr United           | 36  | 19 | 4  | 13 | 065:470 | +18   | 61     |
| 3.  | FC Peterhead         | 36  | 16 | 11 | 9  | 072:470 | +25   | 59     |
| 4.  | FC Stranraer         | 36  | 15 | 6  | 15 | 043:490 | −6    | 51     |
| 5.  | Airdrieonians FC     | 36  | 14 | 7  | 15 | 048:500 | −2    | 49     |
| 6.  | Albion Rovers (N)    | 36  | 13 | 10 | 13 | 040:440 | −4    | 49     |
| 7.  | Brechin City         | 36  | 12 | 6  | 18 | 047:590 | −12   | 42     |
| 8.  | FC Stenhousemuir     | 36  | 11 | 7  | 18 | 046:800 | −34   | 40     |
| 9.  | FC Cowdenbeath (A)   | 36  | 11 | 6  | 19 | 046:720 | −26   | 39     |
| 10. | Forfar Athletic      | 36  | 8  | 10 | 18 | 048:600 | −12   | 34     |

Platzierungskriterien: 1. Punkte – 2. Tordifferenz – 3. geschossene Tore – 4. Direkter Vergleich (Punkte, Tordifferenz, geschossene Tore)
Saison 2015/16
| Zum Saisonende 2014/15 |                                              |
| (A)                    | Absteiger aus der letztjährigen Championship |
| (N)                    | Liganeuling: Aufsteiger aus der League Two   |

## Relegation
Teilnehmer an den Relegationsspielen waren der Neuntplatzierte aus der diesjährigen League One, der FC Cowdenbeath, sowie drei Mannschaften aus der League Two, Elgin City, der FC Clyde und FC Queen’s Park. Die Sieger der ersten Runde spielten in der letzten Runde um einen Platz für die folgende Scottish-League-One-Saison 2016/17.
Erste Runde
Die Spiele wurden am 3./4. und 7. Mai 2016 ausgetragen.
|                 | Gesamt |                | Hinspiel | Rückspiel |
| --------------- | ------ | -------------- | -------- | --------- |
| FC Clyde        | 5:1    | Elgin City     | 3:1      | 2:0       |
| FC Queen’s Park | 2:1    | FC Cowdenbeath | 2:0      | 0:1       |

Zweite Runde
Die Spiele wurden am 10. und 14. Mai 2016 ausgetragen.
|          | Gesamt |                 | Hinspiel | Rückspiel |
| -------- | ------ | --------------- | -------- | --------- |
| FC Clyde | 2:3    | FC Queen’s Park | 1:3      | 1:0       |